# Chlorurus japanensis
Chlorurus japanensis es una especie de peces de la familia Scaridae en el orden de los Perciformes.

## Morfología
• Los machos pueden llegar alcanzar los 31 cm de longitud total.

## Distribución geográfica
Se encuentra desde las Islas Ryukyu hasta Australia y Tonga.